# Roller Skating Hockey Caen
Le Roller Skating Hockey Caen (RSHC) est un club de roller in line hockey français, basé à Caen et évoluant en Ligue Élite. L'équipe porte le nom des Conquérants de Caen.

## Historique
Le club est fondé en 1996. À l'issue de la saison 2007/2008, l'équipe première termine second de Nationale 1 et accède à la ligue élite. Au cours de la saison 2011/2012, le club remporte son premier titre majeur, la Coupe de la Confédération européenne. L'année suivante, l'équipe s'incline en finale de la même compétition.

## Palmarès
- Coupe de la confédération européenne de roller in line hockey
  - Champion  : 2011
  - Vice-champion  : 2012

- Nationale 1
  - Vice-champion  : 2008 (promotion en ligue Elite)
  - Vice-champion  : 2016 (promotion en ligue Elite)

## Équipe Elite 2016-2017
| No | Nom               | Poste     | Naissance | Nationalité |
| -- | ----------------- | --------- | --------- | ----------- |
| 34 | Damien Lafourcade | Gardien   |           | France      |
| 10 | Léo Gricourt      | Gardien   |           | France      |
|    |                   |           |           | France      |
| 12 | Antoine Rage (A)  | Défenseur |           | France      |
| 35 | Guillaume Bastien | Défenseur |           | France      |
| 29 | Clément Goubon    | Défenseur |           | France      |
| 36 | Antoine Rayapin   | Défenseur |           | France      |
|    |                   |           |           | France      |
| 2  | Enzo Renou        | Attaquant |           | France      |
| 2  | Gérôme Guérin (C) | Attaquant |           | France      |
| 28 | Arthur Cauvin     | Attaquant |           | France      |
| 25 | Clément Belot     | Attaquant |           | France      |
| 92 | Théo Fontanille   | Attaquant |           | France      |
|    |                   |           |           |             |
|    |                   |           |           |             |

Dirigeant :
  Suède Eric OLHUND

## Joueurs emblématiques du club
- Alexis Gomane
- Gérôme Guérin
- Benoît Leterrier
- Nicolas Preux
- Antoine Rage
- Jérome Salley
- Charly Hallard
- Anthony totote Marie